# Urubá
Los urubá son el grupo indígena que poblaba la sierra de Urubá (Arobá) cerca de la actual Cimbres en el estado de Bahia, en Brasil. No es seguro pero muy probablementen sean el mismo grupo llamado también xukurú y xokó por otros autores, y por tanto, hablarían una lengua de la familia karirí.
No debe ser confundidos con los urupá (itaurupá, de la familia lingüística chapacura).
- Datos: Q6158095